# Harold Huth
Harold Huth (Huddersfield, 20 de janeiro de 1892 – Londres, 26 de outubro de 1967) foi um ator e diretor de cinema britânico.

## Filmografia selecionada
Diretor
- Hell's Cargo (1939)
- Bulldog Sees It Through (1940)
- East of Piccadilly (1941)
- Breach of Promise (1942)
- They Were Sisters (1945)
- Night Beat (1947)
- My Sister and I (1948)
- Look Before You Love (1948)

Ator
- One of the Best (1927)
- Sir or Madam (1928)
- A South Sea Bubble (1928)
- The Triumph of the Scarlet Pimpernel (1928)
- The Silver King (1929)
- Guilt (1931)
- A Honeymoon Adventure (1931)

Produtor
- Jazz Boat (1960)